# 1094 в Україні
1094 в Україні — це перелік головних подій, що відбулись у 1094 році на території сучасних українських земель.

## Події
- Захоплення Олегом Святославичем з підтримкою половців Чернігова. Він розплатився зі своїми половецькими союзниками, віддавши їм Тмутороканське князівство, яке надалі в літописах не згадується.
- Укладення миру Великим князем київським Святополком II Ізяславичем з половцями. Він узяв у дружини дочку Тугоркана, хана половецького.